# Laly Soldevila
Eulalia Soldevila Vall, mieux connue sous le nom de Laly Soldevila, née le 25 juillet 1933 à Barcelone (Espagne) et morte le 12 septembre 1979 à Madrid (Espagne), est une actrice espagnole. Elle est apparue dans 100 films entre 1955 et 1979.

## Biographie
Laly Soldevila acquiert sa première formation artistique au Théâtre universitaire espagnol. Elle triomphe notamment dans La Celestina et El realquilado. D'une voix très caractéristique, la comédienne joue dans des films populaires, bien qu'elle interprète avec une égale profondeur des rôles dramatiques. Parmi d'autres films, travaillé dans La gran familia, Vivan los novios! ou encore El espíritu de la colmena Elle a travaillé aussi à la télévision. Elle meurt le 12 septembre 1979 d'un cancer à Madrid, à l'âge de 46 ans. Elle est enterrée au cimetière Sud (Cementerio Sur) de Madrid.
Elle est la mère des actrices Paula Soldevila et Juan Borrell.

## Filmographie partielle

### Au cinéma
- 1964 : La tía Tula
- 1966 : Acompáñame
- 1973 : L'Esprit de la ruche
- 1978 : La Carabine nationale

## Récompenses et distinctions
- 1969 : National Syndicate of Spectacle : prix de la meilleure actrice pour son rôle dans Soltera y madre en la vida